# Rutuli
Rutuliërs (in het Latijn Rutuli) is de naam van een legendarische kleine volksstam, oorspronkelijk gevestigd in het westen van Latium. In de Romeinse overlevering werden zij vooral bekend door hun rol in de Aeneas-sage.
Na zijn landing in Latium raakte Aeneas in een verbeten strijd gewikkeld met de Rutuliërs, aangevoerd door hun hoofdman Turnus. Deze voelde zich immers in zijn eer gekrenkt, nadat koning Latinus hem, Turnus, aanvankelijk de hand van zijn dochter Lavinia had beloofd, maar nadien deze belofte verbrak om het meisje aan Aeneas uit te huwelijken. De strijd zou pas eindigen wanneer Turnus in een tweegevecht door Aeneas werd gedood.
Over de etnische en historische entiteit van de Rutuliërs valt nagenoeg niets met zekerheid te vertellen, omdat er in de historische periode niet meer over hen gesproken wordt. Hun legendarische hoofdstad Ardea werd reeds in 442 v.Chr. een Romeinse kolonie van Latijns recht.
Vermoedelijk waren de Rutuliërs etnisch niet verwant aan de Latijnen, en was de taal die zij spraken zelfs niet Indo-Europees. Zij zouden eerder met de Etrusken verwant zijn geweest.